# Discina melaleuca
Discina melaleuca är en svampart som beskrevs av Bres. 1898. Discina melaleuca ingår i släktet Discina och familjen Discinaceae.   Inga underarter finns listade i Catalogue of Life.